# Mitella diversifolia
Mitella diversifolia är en stenbräckeväxtart som beskrevs av Edward Lee Greene. Mitella diversifolia ingår i släktet Mitella och familjen stenbräckeväxter. Inga underarter finns listade i Catalogue of Life.